# オリジネーター
オリジネーター（originator）とは、「考案者」「創始者」を意味する言葉で、不動産用語、証券用語としては「資産流動化が行われるときに証券化の対象となる資産を保有している企業」を指す。証券化にあたり、オリジネーターは証券化対象となる資産（債券、不動産など）を特定目的会社に譲渡し、現金または証券化して資金調達を行う。